# Ray (album L’Arc-en-Ciel)
Ray jest siódmym albumem grupy L’Arc-en-Ciel. Został wydany 1 lipca 1999 r., razem z Ark.
Płytę promowały cztery single: „Honey”, „Kasou” (花葬), „Shinshoku ~lose control~” (浸食 ～lose control～) i „Snow Drop”.

## Utwory
1. 	"Shi no Hai” (死の灰)   -	4:08
2. 	"It's the end”   - 3:25
3. 	"Honey”   - 3:48
4. 	"Sell my Soul”   - 4:39
5. 	"Snow Drop (ray remix)”   - 4:33
6. 	"L'heure”   - 4:04
7. 	"Kasou” (花葬)  - 5:13
8. 	"Shinshoku ~lose control~” (浸食 ～lose control～) – 4:45
9. 	"Trick”   - 3:47
10. 	"Ibara no Namida” (いばらの涙)  - 5:22
11.    „The Silver shining”   - 5:40

## Twórcy
- Hyde – śpiew, gitara wspomagająca
- Ken – gitara elektryczna, tamburyn, keyboard
- Tetsu – gitara basowa, wokal wspierający
- Yukihiro – perkusja, tamburyn, keyboard, gitara wspomagająca